# Allerseelenablass

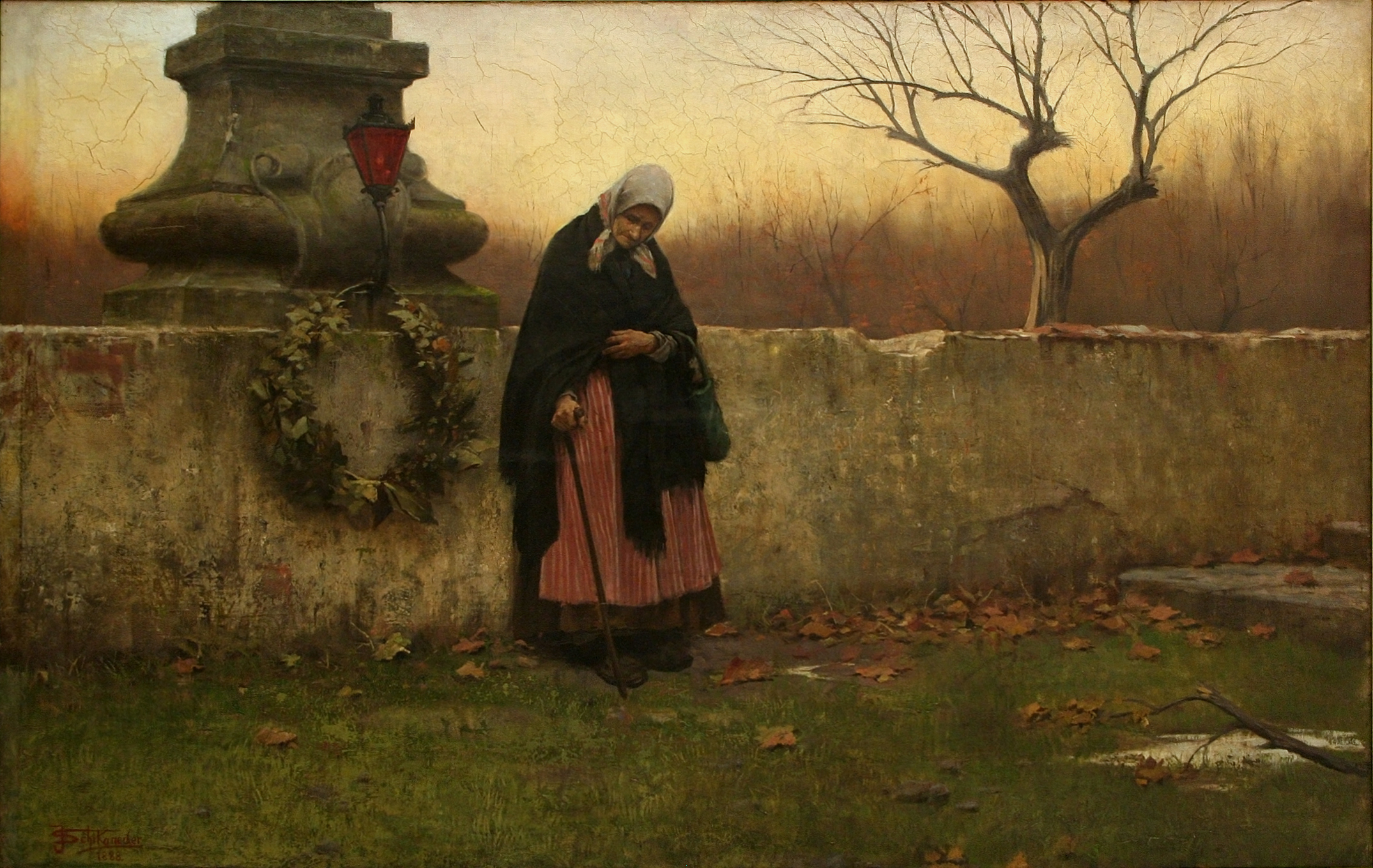
Allerseelen, Ölgemälde von Jakub Schikaneder, 1888

Im Zusammenhang mit dem Gedächtnis aller Seelen, im Kirchenjahr der römisch-katholischen Kirche als Gedenktag am 2. November begangen, können die Gläubigen im Zeitraum vom 1. bis zum 8. November nach den Bestimmungen der Kirche täglich einmal einen vollkommenen Ablass gewinnen. Dieser Allerseelenablass kann nur den  Armen Seelen im Fegefeuer zugewandt werden.
Ein Ablass ist nach Lehre der katholischen Kirche ein von Gott geschenkter und durch die Kirche vermittelter Nachlass zeitlicher Sündenstrafen für Lebende und Verstorbene. Voraussetzung für die Gewinnung eines Ablasses ist nicht so sehr das äußere Werk, sondern vielmehr die innere Bußgesinnung als Haltung der Offenheit gegenüber Gott, der allein Sünden vergibt und das göttliche Leben schenkt.
Zur Gewinnung des Allerseelenablasses sind die üblichen Voraussetzungen erforderlich:
- der Empfang des Bußsakraments, wobei der einmalige Empfang bei entsprechender Disposition für die Gewinnung mehrerer vollkommener Ablässe genügt
- die entschlossene Abkehr von jeder Sünde
- der Empfang der hl. Kommunion und Gebet in der Meinung des Heiligen Vaters

Diese Erfordernisse können mehrere Tage vor oder nach der Verrichtung des jeweiligen Ablasswerkes erfüllt werden. Darüber hinaus sind vonnöten:
- am Allerseelentag (einschließlich Allerheiligen ab 12 Uhr) selbst: Besuch einer Kirche oder Kapelle, mit Gebet des Vaterunsers und des Glaubensbekenntnisses oder das Gebet der Laudes oder Vesper aus dem Totenoffizium des Stundengebets, mit dem Gebet Herr, schenke ihnen die ewige Ruhe.[1]
- in der Zeit vom 1. bis zum 8. November: Friedhofsbesuch und Gebet für die Verstorbenen.[2]

Fehlt die volle Disposition oder bleibt eine der Bedingungen unerfüllt, ist es ein Teilablass für die Verstorbenen. Ein solcher kann an diesen und auch an den übrigen Tagen des Jahres durch Friedhofsbesuch wiederholt gewonnen werden.

## Toties-quoties-Ablass

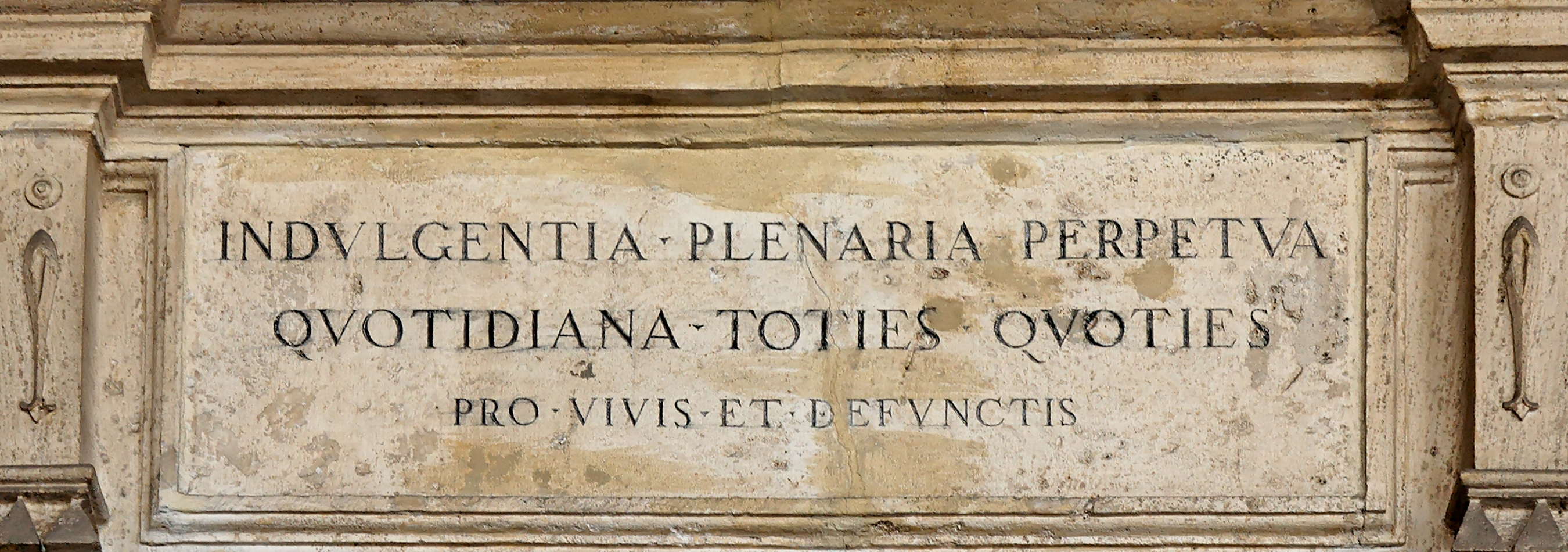
Inschrift an der Lateranbasilika, die auf die Möglichkeit der Gewinnung eines vollkommenen Ablasses toties quoties für die Lebenden und die Verstorbenen hinweist

Bis zur Neuordnung des Ablasswesens in der römisch-katholischen Kirche am 29. Juni 1968 konnte der Allerseelenablass gewonnen werden, sooft jemand nach (einmaligem) würdigem Sakramentenempfang eine Kirche besuchte und dort in der Gebetsabsicht (Intention) des Papstes betete. Er war am 24. Juni 1914 durch ein Dekret von Papst Pius X. gewährt worden und wurde volkstümlich als „Toties-quoties-Ablass“ (lat. toties – quoties „so oft – wie oft“) bezeichnet.
In dem neuen Handbuch der Ablässe (Enchiridion Indulgentiarum) von 1986 wurde vom Heiligen Stuhl bestimmt, dass der vollkommene Ablass am Allerseelentag für die Verstorbenen nur noch einmal und nicht mehr toties quoties gewonnen werden kann.